# Eric Church
Kenneth Eric Church, conhecido apenas como Eric Church (Granite Falls, 3 de Maio de 1977), é um cantor norte-americano de música country e southern rock. O seu terceiro álbum de estúdio Chief alcançou a liderança da tabela musical Billboard 200, com 145 mil cópias vendidas na sua semana de estreia no país.
Em sua discografia recente, Eric Church adota um estilo de country moderno, misturando as guitarras e batidas tradicionais com elementos de eletrônica, além de adotar, em algumas músicas, uma melodia mais ágil, com versos cantados de uma forma que lembra o pop e hip hop contemporâneo, sem perder a raiz de música country (Exemplo disso é a música Keep On, do álbum Chief, lançado em 2011).
Uma das características mais marcantes deste cantor é sua voz, que remete a cantores clássicos do country estado-unidense.